# Feketić
Feketić (en serbe cyrillique : Фекетић ; en hongrois : Bácsfeketehegy) est une localité de Serbie située dans la province autonome de Voïvodine. Elle fait partie de la municipalité de Mali Iđoš dans le district de Bačka septentrionale. Au recensement de 2011, elle comptait 3 945 habitants.
Feketić est officiellement classé parmi les villages de Serbie.

## Démographie

### Évolution historique de la population
| 1948  | 1953  | 1961  | 1971  | 1981  | 1991  | 2002  | 2011  |
| ----- | ----- | ----- | ----- | ----- | ----- | ----- | ----- |
| 5 903 | 5 551 | 5 484 | 4 889 | 4 688 | 4 542 | 4 336 | 3 945 |

|  |

## Transport
- Route nationale 22 (Serbie)
- Route nationale 22.1

## Personnalités
- Maurice Krishaber, (né Krishaber Mór) né à Feketić le 3 avril 1836 et mort à Paris le 10 avril 1883, médecin ORL.
- Ana Pešikan, une femme politique serbe, membre du parti G17 Plus, est née à Feketić ; elle a été ministre de la Science dans le second gouvernement de Vojislav Koštunica.